# Jana Sebastian
Jana Sebastian (* 29. Juni 1990 in Bad Neuenahr) ist eine ehemalige deutsche Fußballspielerin.

## Karriere
Sebastian begann im Alter von zwölf Jahren mit dem Fußballspielen und durchlief die Jugendmannschaften des SC 07 Bad Neuenahr. Noch als B-Jugendspielerin kam sie am 7. April 2007 (8. Spieltag) für die Erste Mannschaft zum Einsatz. Im Bundesligaheimspiel gegen den VfL Wolfsburg, das mit 1:3 verloren wurde, wurde sie in der 75. Minute für Lena Goeßling eingewechselt.
Zur Saison 2007/08 rückte sie dauerhaft in den Kader der Ersten Mannschaft auf, für die sie im Zeitraum vom 7. Oktober 2007 (3. Spieltag) bis zum 15. Juni 2008 (22. Spieltag) in zehn, in der Folgesaison in sechs Bundesligaspielen eingesetzt wurde.
Der Zweiten Mannschaft ab der Saison 2009/10 in der Regionalliga Südwest angehörig – Schule und Ausbildung geschuldet (siehe Sonstiges!) – trug sie für diese in der Saison 2010/11 in allen 22 Saisonspielen mit ihren 13 Toren zur regionalen Meisterschaft bei, gleichbedeutend mit dem Aufstieg in die Staffel Süd der seinerzeit zweigleisigen 2. Bundesliga. In dieser Spielklasse bestritt sie bis Saisonende 2012/13 25 Punktspiele, in denen sie zwei Tore erzielte. Mit dem Abstieg in die Regionalliga Südwest kam sie im August lediglich an den ersten beiden Spieltagen zum Einsatz, bevor sie mit dem Start der 2. Bundesliga Süd, vom 8. September bis zum 1. Dezember 2013 in den ersten zehn Punktspielen für die Erste Mannschaft spielte.
Zur Saison 2014/15 von der SG 99 Andernach verpflichtet, bestritt sie für den Verein bis Saisonende 2016/17 49 Punktspiele, in denen sie 15 Tore erzielte. Mit dem Aufstieg in die 2. Bundesliga Süd kam sie letztmalig in sechs Zweitligaspielen zum Einsatz. Ihr letztes Saisonspiel für den vorzeitig als Südwestmeister feststehenden Verein bestritt sie – Abstieg bedingt – in der am 12. Mai 2019 ausgetragenen Regionalligabegegnung mit dem Liganeuling und -absteiger Wormatia Worms beim 7:1-Sieg im Heimspiel am 26. und letzten Spieltag.

## Erfolge
- Meister Regionalliga Südwest 2017, 2019
  - und jeweiliger Aufstieg in die 2. Bundesliga (mit der SG 99 Andernach)
- Meister Regionalliga Südwest 2011
  - und Aufstieg in die 2. Bundesliga Süd (mit dem SC 07 Bad Neuenahr II)

## Sonstiges
Nach ihrer Grundschulzeit in Dernau folgte der Besuch der Realschule in Altenburg. Mit dem Abschluss Fachhochschulreife an der Berufsbildenden Schule schrieb sie sich später an der Fachhochschule (RheinAhrCampus) in Remagen für das Fach Sportmanagement ein.